# Trine Appel
Trine Appel (født 12. november 1972) er en dansk skuespiller.
Appel er uddannet fra Statens Teaterskole i 1996 og var allerede på daværende tidspunkt medlem af teatergruppen Emmas Dilemma. Hun har udgivet tre romaner på Politikens Forlag 2009-2011: Kongens staldknægt, Send mere sex, Bare Anna.    
Hun er uddannet som manuskriptforfatter på Den Danske Filmskole 2013-15  
På Alphaforlaget har hun udgivet trilogien om Ildfuglen - "Fortidens Port." og "Ildfuglens hær" og "Eiliuns stemme."    
Hun har skrevet og instrueret børneserien Min nye søster på DR Ramasjang og skrevet manuskript til spillefilmen Christian IV - Den sidste rejse om kong Christian d. 4´s sidste rejse fra Frederiksborg slot til Rosenborg slot i København 1648.  
I 2018 lavede hun sammen med Anna Neye og Asger Kjær P1 satire med "Mordmysteriet på Rio Bravo," hvor hun medvirkede og skrev manuskript.  
Desuden virker hun som manuskript konsulent på div serier, senest på DR serien Når støvet har lagt sig.
Udover det har hun lagt stemme til tegnefilm/animation og live-action fra 2001 og til nu.
I sommeren 2023 medvirkede hun i forestillingen Natasja på Operaen.

## Udvalgt filmografi

### Film
| År   | Titel                       | Rolle | Noter |
| ---- | --------------------------- | ----- | ----- |
| 2003 | En som Hodder               |       |       |
| 2003 | Til højre ved den gule hund |       |       |
| 2004 | Familien Gregersen          |       |       |
| 2006 | Han, hun og Strindberg      |       |       |

### Tv-serier
| År        | Titel            | Rolle       | Noter        |
| --------- | ---------------- | ----------- | ------------ |
| 1997      | Gufol Mysteriet  |             |              |
| 1997-1999 | TAXA             |             |              |
| 2000-2001 | Hotellet         |             |              |
| 2001      | Mit liv som Bent |             |              |
| 2009      | Pagten           | Nissen Saia | Julekalender |